# Johannes Pauli
Johannes Pauli (ur. 1455 r. w Pfeddersheim, zm. 1530 w Thann) – niemiecki poeta ludowy, autor utworów satyrycznych, franciszkanin.
Po zdobyciu wykształcenia w Strasburgu wstąpił do zakonu Franciszkanów. Przebywał w wielu klasztorach w Szwajcarii, później został przełożonym w klasztorze w Strasburgu. Był wydawcą kazań, przeznaczonych dla ludu kaznodziei Geilera von Kaisersberga.